# Myristica polyantha
Myristica polyantha là một loài thực vật thuộc họ Myristicaceae. Đây là loài đặc hữu của Papua New Guinea.